# Бардіїв
Ба́рдіїв, або Бардеїв (словац. Bardejov ; угор. Bártfa, нім. Bartfeld, русин. Бардеёв, пол. Bardejów) — місто на сході Словаччини, в етнокультурному регіоні Пряшівщина. Занесене до Списку всесвітньої культурної спадщини ЮНЕСКО. Населення 33 402 осіб (2003).

## Географія
Розташоване на південних схилах Низьких Бескидів, на березі річки Топля, поблизу кордону з Польщею. Протікає Андрейов потік (міською частиною Бардіївська Нова Весь).

## Історія

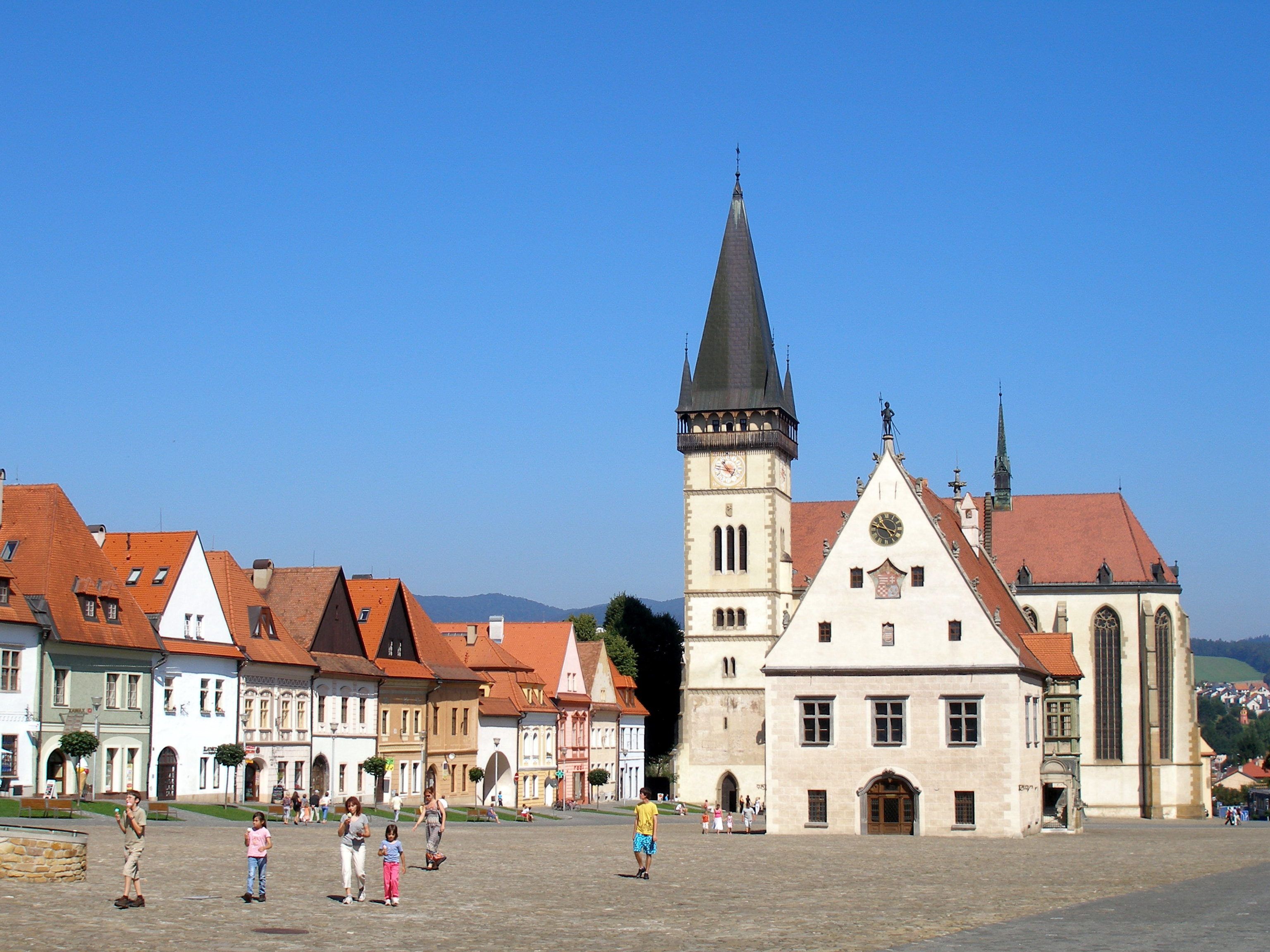
Центральна площа Бардієва.

Перші письмові згадки про місто датовані 1241 роком. У «Літописі руському» розповідається про те, як король Данило Романович «йшов з Угрів до Ляхів» через «Бардейов». Довгий час місто входило до складу Руського королівства (Галицько-Волинської держави). Лише 1321 року Бардіїв увійшов до складу Угорської держави. Проте і далі цією землею володіли переважно роди руського походження: Богати, Сударі, Старі. Протягом 1393—1414 рр. власником Бардіїва був князь Федір Коріятович, а з кінця XVI ст. і до 1601 року — князь Януш Острозький яко чоловік Зузани Шередій, дочки власника Маковицького замку Юрая Шередія.
Вершиною господарсько розвитку міста стало 15 століття, коли міщани розбагатіли, особливо завдяки виробництву полотна. У місті з прилеглими до нього лікувальними санаторіями були млини, пивзавод, цегельний завод, бойні та міські ваги. Бардіїв був центром торгівлі та ремесел.
З 16 століття місто потерпало від епідемій, війни, пожеж, увійшовши в смугу тривалого занепаду.
Після Другої світової війни влада Чехословаччини стала знову розвивати місто. Була проведена індустріалізація, багато уваги приділили відновленню історичних пам'яток. 1986 року місто отримало Європейську премію за реставрацію історичних пам'яток і було внесене до списку культурної спадщини ЮНЕСКО.

## Населення
| Рік:            | 1994.  | 2004.   | 2014.   | 2024.   |
| --------------- | ------ | ------- | ------- | ------- |
| Кількість осіб: | 32 800 | 33 400  | 33 060  | 29 788  |
| Різниця:        |        | +1,82 % | -1,01 % | -9,89 % |

| Рік:            | 2023.  | 2024.   |
| --------------- | ------ | ------- |
| Кількість осіб: | 29 964 | 29 788  |
| Різниця:        |        | -0,58 % |

## Пам'ятки
Центр колишнього важливого торгового міста — це комплекс історичних будівель, які оточені майже безперервною системою міських фортифікацій. Серед них:
- Монументальний храм Святого Егідія 13 століття являє собою найцінніший пам'ятник. Його винятковість підтверджується одинадцятьма стулковими вівтарями, а також тим, що він віднесений до національних пам'ятників культури;
- Домінантою прямокутної площі є розташована в центрі ратуша в стилі готики і відродження 16 століття, у якій поєднані піздньоготична форма з ранньоренесансними компонентами. Вона прикрашена високими щитами, двосхилим дахом і прекрасним сходовим ліхтарем. У наш час[коли?] тут розміщується музей;
- Поблизу площі розташований комплекс будівель колишніх єврейських лазень і синагог кінця 18 століття;
- Недалеко від міста є відомий курорт — Бардіївські Купелі (Bardejovské kúpele) і кілька дерев'яних церков.

### Храми
- римо-католицький костел Різдва Діви Марії з 14 століття в стилі готики, кілька разів перебудований у стилі псевдоромантизму, з 1970 року національна культурна пам'ятка. Розташований в частині Бардіївська Нова Весь,
- римо-католицький костел святої Анни з 1825—1826 років у стилі класицизму в частині Довга Лука,
- греко-католицька церква святих Петра і Павла з 1901—1902 років, з 1970 року національна культурна пам'ятка,
- греко-католицька церква Успіння Пресвятої Богородиці з 21 століття в житловому кварталі «Дружба»,
- греко-католицька церква блаженних ієромучеників Павла Петра Гойдича та Василя Гопка з 21 століття в частині Вінбарг,
- православна церква святого Серафима Саровського та рівноапостолів Кирила і Мефодія з 21 століття у візантійському стилі в частині Вінбарг.

## Український слід

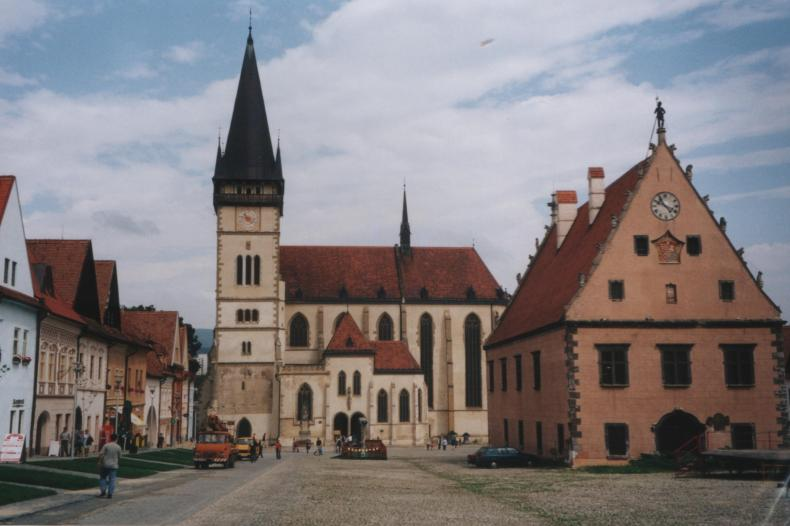
Собор святого Егідія (1247), ратуша (1505)

Собор святого Егідія зводив видатний архітектор XV ст. русин Микола з Бардієва (1448—1458), а вже пізніше його справу продовжили Степан з Кошиць, Іван з Пряшева та майстер Олександр, який 1508 р., разом з Олексієм, збудував приміщення міської ради (ратуші). До виготовлення 11 вівтарів залучено було тільки руських лемківських майстрів: Миколу з Бохні, Якова з Санча, Павла з Левочі та Миколу Криницького.
Найвидатнішим вченим русином з Бардієва був Амброзій Бардіївський. Він закінчив Краківський університет, навчаючись на кафедрі астрономії й 1486 року написав свою найбільшу працю «Tabulae», яка зберігається сьогодні у відділі рукописів наукової бібліотеки університету.

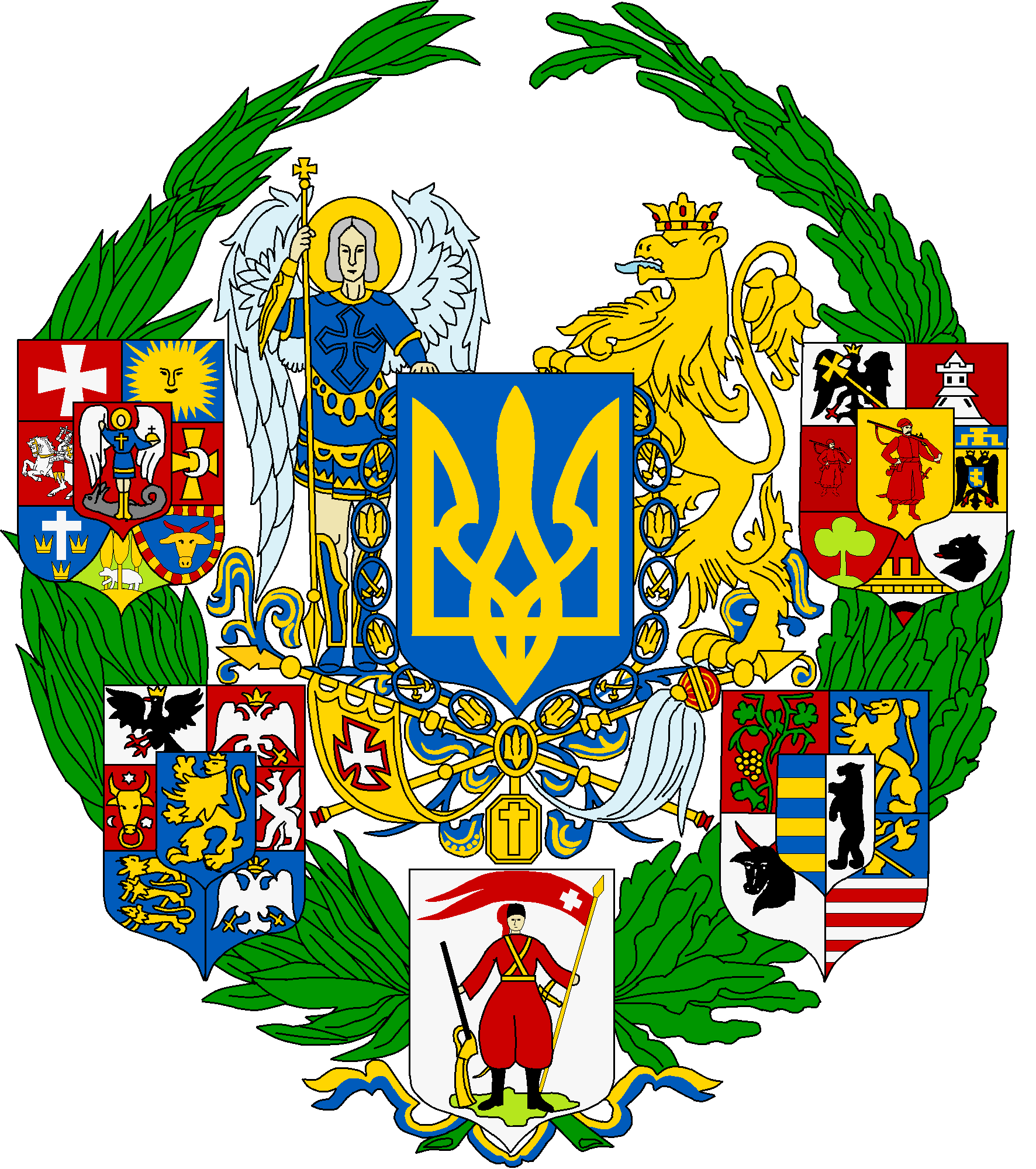
Соборний герб України авторства М. Битинського.

1903 року в місті була збудована кам'яна греко-католицька церква, яка існує й сьогодні.

У Ратуші діє Шариський музей з колекцією місцевих українських ікон XVI ст. пензля Т. Жебрацького.
Зі с. Збій до скансену м. Бардієва перенесено артефакти української церковної архітектури (бойківський стиль).
У Бардієві проходить фестиваль художньої самодіяльності «Маковицька струна».

## Цікаві факти
Герб міста Бардієва зображений на Соборному гербі України, авторства Миколи Битинського (на гербі Закарпаття в правому нижньому кутку).